# 托氏小叉齒毛鼻鯰
托氏小叉齒毛鼻鯰，為輻鰭魚綱鯰形目毛鼻鯰科的其中一種，為熱帶魚類，分布於南美洲巴西托坎廷斯河流域，體長可達2.3公分，棲息在底層水域，生活習性不明。